# Alone Tonight
«Alone Tonight» es una canción del grupo británico Genesis perteneciente a su álbum Duke de 1980. Es una de las dos composiciones exclusivas de Mike Rutherford para este álbum, la otra sería "Man of Our Times".
Las dos canciones son baladas y podrían ser sobrantes del primer álbum como solista del guitarrista, Smallcreep's Day, también publicado en 1980. El sentimiento de soledad se encuentra acompañado por unas letras simples, y la melodía (especialmente el coro) pueden ser conmovedoras, pero la canción es fácil de olvidarla, y eso es exactamente lo que le ocurrió. El grupo no la llevó al escenario y permaneció confinada a este álbum, por lo que tanto "Alone Tonight" como "Man Of Our Times" son consideradas rellenos en el álbum.
En cuanto a "Man Of Our Times" posee un sentimiento más fuerte, con una inventiva batería de Phil Collins, incluyendo el uso de dos hi-hats. Tampoco fue interpretada en vivo y no tuvo una gran repercusión entre los seguidores del grupo, pero se la recuerda por su coro recurrente "Tonight, tonight", similar a "Tonight, Tonight, Tonight" de la canción homónima en el álbum Invisible Touch de 1986.
- Datos: Q5670028